# Bogdanovci
Bogdanovci est un village et une municipalité située en Syrmie, dans le Comitat de Vukovar-Syrmie, en Croatie. Au recensement de 2001, la municipalité comptait 2 366 habitants, dont 53,51 % de Croates, 23,25 % de Ruthènes, 10,19 % de Serbes et 7,40 % d'Ukrainiens ; le village seul comptait 803 habitants.

## Localités
La municipalité de Bogdanovci compte trois localités : Bogdanovci, Petrovci (988 hab.) et Svinjarevci (575 hab.).